# 689–680 př. n. l.
Století: 8. století př. n. l. – 7. století př. n. l. – 6. století př. n. l.
Roky: 709 – 700 699 – 690 – 689–680 př. n. l. – 679 – 670 669 – 660

## Události
- 689 – Asyrský král Sinacherib vyplenil Babylón.
- 687 – Gýgés se stal králem Lýdie.
- 687 – Menaše se stal králem Judeje po Chizkijášovi.
- 684 – Indické království Magadha je založeno dynastií Šaišunágů.
- 683 – od tohoto roku jsou archonti v Athénách voleni pouze na jeden rok.
- 680 – počátek skythských nájezdů do Urartu (Malá Asie)
- 680 – založeno Daskyleion jako obchodní faktorie Řeků
- 680 – Médie zasahuje do kavkazské oblasti

## Narození
- 685 – Aššurbanipal, asyrský král († 627)
- 680 – Archilochus, řecký básník († 645)

## Úmrtí
- 687 – Chizkijáš, judský král
- 681 – Sinacherib, asyrský král

## Hlava státu
- Médie – Kyaxarés I.
- Egypt – Taharka
- Urartu – Argišti II., poté Rusa II.
- Asýrie – Sinacherib, poté Assarhaddon
- Makedonie – Perdikkás I.
- Lýdie – Gygés
- Judské království – Chizkijáš, poté Menaše